# Tsoekanovo
Tsoekanovo (Russisch: Цуканово) is een plaats (selo) in de gorodskoje poselenieje van Kraskino van het district Chasanski in het uiterste zuidwesten van de Russische kraj Primorje. De plaats telt 594 inwoners (1 januari 2005).

## Geografie
De plaats ligt aan de kust van de Expeditiebocht van de Posjetbaai. De plaats ligt over de weg op 5,5 kilometer verwijderd van de rijksweg Razdolnoje - Chasan (A189) en ligt op 70 kilometer van het districtcentrum Slavjanka en ongeveer 235 kilometer van Vladivostok. Het dichtstbijzijnde spoorstation Machalino bevindt zich 6,5 kilometer zuidoostelijker in de plaats Kraskino.

## Geschiedenis
De plaats werd gesticht in 1867 onder de naam Nizjnjaja Jantsjiche (Beneden-Yanchihe). In 1972 werd de naam gewijzigd in het meer Russisch klinkende Tsoekanovo in het kader van het programma ter verwijdering van Chinese namen.
Bestuurlijk centrum: Slavjanka

Andrejevka · Bamboerovo · Barabasj · Barsovy · Baza Kroeglaja · Bezverchovo · Chasan · Filippovka · Gvozdevo · Kamysjovoje · Kedrovaja · Kraskino · Kravtsovka · Lebedinoje · Majak Bjoesse · Majak Gamova · Narva · Ovtsjinnikovo · Perevoznoje · Pojma · Posjet · Pozjarski · Primorski · Provalovo · Risovaja Pad · Rjazanovka · Romasjka · Sjachtjorskoje · Soechaja Retsjka · Soechanovka · Tsoekanovo · Vitjaz · Zajsanovka · Zanadvorovka · Zaroebino